# Шильтберг
Шильтберг (нім. Schiltberg) — громада в Німеччині, знаходиться в землі Баварія. Підпорядковується адміністративному округу Швабія. Входить до складу району Айхах-Фрідберг. Складова частина об'єднання громад Кюбах.
Площа — 16,97 км2. Населення становить 1985 ос. (станом на 31 грудня 2020).